# Trofimo Arnulfi
Trofimo Arnulfi (Scarena, 18 marzo 1803 – Torino, 18 settembre 1880) è stato un militare e politico italiano.

## Biografia
Figlio di un notaio dopo gli studi inferiori viene ammesso all'accademia militare di Torino e intraprende la carriera nell'arma dei carabinieri. Il matrimonio del 1837 con Maria Petronilla Teresa Agata Anselmi lega la sua vita a Valperga, dove si stabilisce. Col grado di colonnello fonda il comando provinciale dell'arma di Milano, nel 1860 viene inviato a Napoli, dove era appena giunto Garibaldi, dove fonda il primo reggimento dei carabinieri del capoluogo partenopeo, da cui prende vita la 7ª legione, con autorità su Campania, Abruzzo e Molise, alla cui guida si dedica alla repressione del brigantaggio. Nel 1861 vien posto nella riserva per raggiunti limiti di età e si dedica alla vita politica. Deputato dal 1861 al 1880 è stato sindaco di Valperga dal 1875 alla scomparsa.